# Charles Rolls
Charles Stewart Rolls (Londres, 27 d'agost de 1877 - Bournemouth, 12 de juliol de 1910) va ser un pioner del motor i l'aviació. Va fundar l'empresa de producció de cotxes Rolls-Royce juntament amb Henry Royce. Va morir en un accident d'aviació en una avioneta dels Germans Wright a la rodalia de Bournemouth, a Anglaterra, amb 32 anys.

## Biografia
Charles Rolls va néixer a Berkeley Square, al West End de Londres, sent el tercer fill de John Allan Rolls, 1r baró de Llangattock. Malgrat el seu naixement a Londres, prové d'una família de profundes arrels amb la terra dels seus avantpassats, a The Hendre, a prop de Monmouth (Gal·les). Després d'anar a l'escola preparatòria de Mortimer Vicarage, a Berkshire, va estudiar a Eton College, on va començar a interessar-se pel món del motor. Estudià mecànica i ciència aplicada al Trinity College de Cambridge. El 1896, amb divuit anys, viatjà a París on va comprar el seu primer cotxe, un Phaeton de Peugeot, unint-se al Club Automobilista de França. Aquest Peugeot va ser un dels primers cotxes de Cambridge i un dels tres primers de Gal·les. A Anglaterra, va fer campanya a la Self-Propelled Traffic Association contra les restriccions imposades als vehicles de motor per la llei Locomotive Act, sent també membre fundador del Club Automobilista de la Gran Bretanya.
El 1898 es graduà a la Universitat de Cambridge on destacà també com a ciclista. Començà a treballar al vaixell de vapor Santa Maria, i seguidament al London and North Western Railway a Crewe. Al gener del 1903 va fundar C.S. Rolls & Co. a Fulham, per importar i vendre Peugeots francesos i cotxes Minerva de Bèlgica.
Charles Rolls va conèixer Henry Royce per un amic al Club Automobilista de la Gran Bretanya, Henry Edmunds, qui també era el director de Royce Ltd. Malgrat la seva preferència pels automòbils de tres o quatre cilindres, Rolls va quedar impressionat pel Royce 10, de dos cilindres. El 23 de desembre de 1904 van acordar vendre junts els cotxes de Royce, que van ser de dos, tres, quatre i sis cilindres, i es van vendre sota la marca de Rolls-Royces.
El primer Rolls-Royce, el Rolls-Royce 10 hp, va presentar-se al Salon de l'Automobile de París el mateix desembre de 1904. El 1906, Charles Rolls i Henry Royce van formalitzar la societat amb el nom de Rolls-Royce Limited. A l'any següent comprarien l'anterior C.S. Rolls & Co.
Charles Rolls va fer una gran campanya per promocionar el Rolls-Royce, viatjant als Estats Units a finals de 1906. L'empresa va guanyar diversos premis per la qualitat i fiabilitat dels seus automòbils el 1907. Cap al 1909, l'interès de Rolls per l'empresa va començar a decaure, dimitint del seu càrrec de Director Tècnic per a ser nomenat director no executiu.

## Pioner de l'aviació

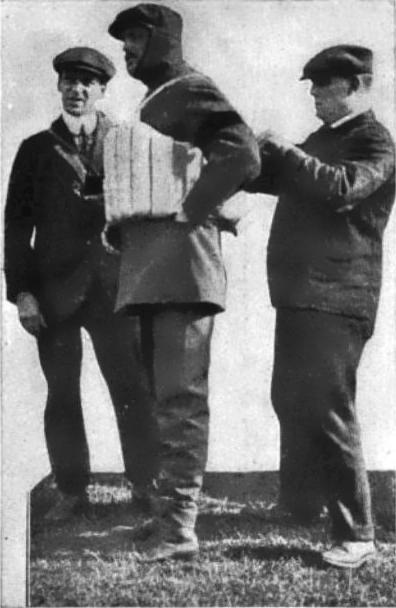
Charles Rolls (al centre), el 1910.

Charles Rolls va ser també un pioner de l'aviació i inicialment aficionat als vols en globus, fent més de 170 ascensions en globus. Va ser membre fundador del Royal Aero Club el 1903, i el segon britànic en ser llicenciat per volar per aquest Club. El 1903 va guanyar la Medalla d'Or Gordon Bennett pel vol en solitari durant més temps.
Cap al 1907 va augmentar el seu interès per volar, intentant sense èxit persuadir a Henry Royce per dissenyar un motor d'aviació. El 1909 va comprar un dels sis Model A construïts pels germans Short sota la llicència dels germans Wright, i va fer més de dos-cents vols. El 2 de juny de 1910, va esdevenir el primer home a creuar dues vegades amb avió el Canal de la Mànega sense aturar-se. Per aquest fet, va ser guardonant amb la Medalla d'Or del Royal Aero Club. Hi ha una estàtua de Charles Rolls a Monmouth i a Dover, commemorant el vol.

## Mort
El 12 de juliol de 1910, a l'edat de 32 anys, va morir en un accident d'aviació a Hengistbury Airfield, Bournemouth, on la cua del seu avió Wright Model A es va trencar. Va ser el primer britànic a morir en un accident aeronàutic amb un aparell motoritzat, i l'onzè a tot el món.
El seu cos descansa a l'església de Llangattock-Vibon-Avel a Monmouthshire, on hi ha el sepulcre de la familia Rolls.